# قانون العمل
قانون العمل أو قانون الشغل هو مجموعة القواعد التي تنظم العلاقات الناشئة بمناسبة قيام شخص بالعمل لحساب آخر. (العمل لحساب الغير مقابل أجر) وهو فرع من فروع القانون الخاص يعنى بتنظيم علاقات العمل.

## تاريخ القانون

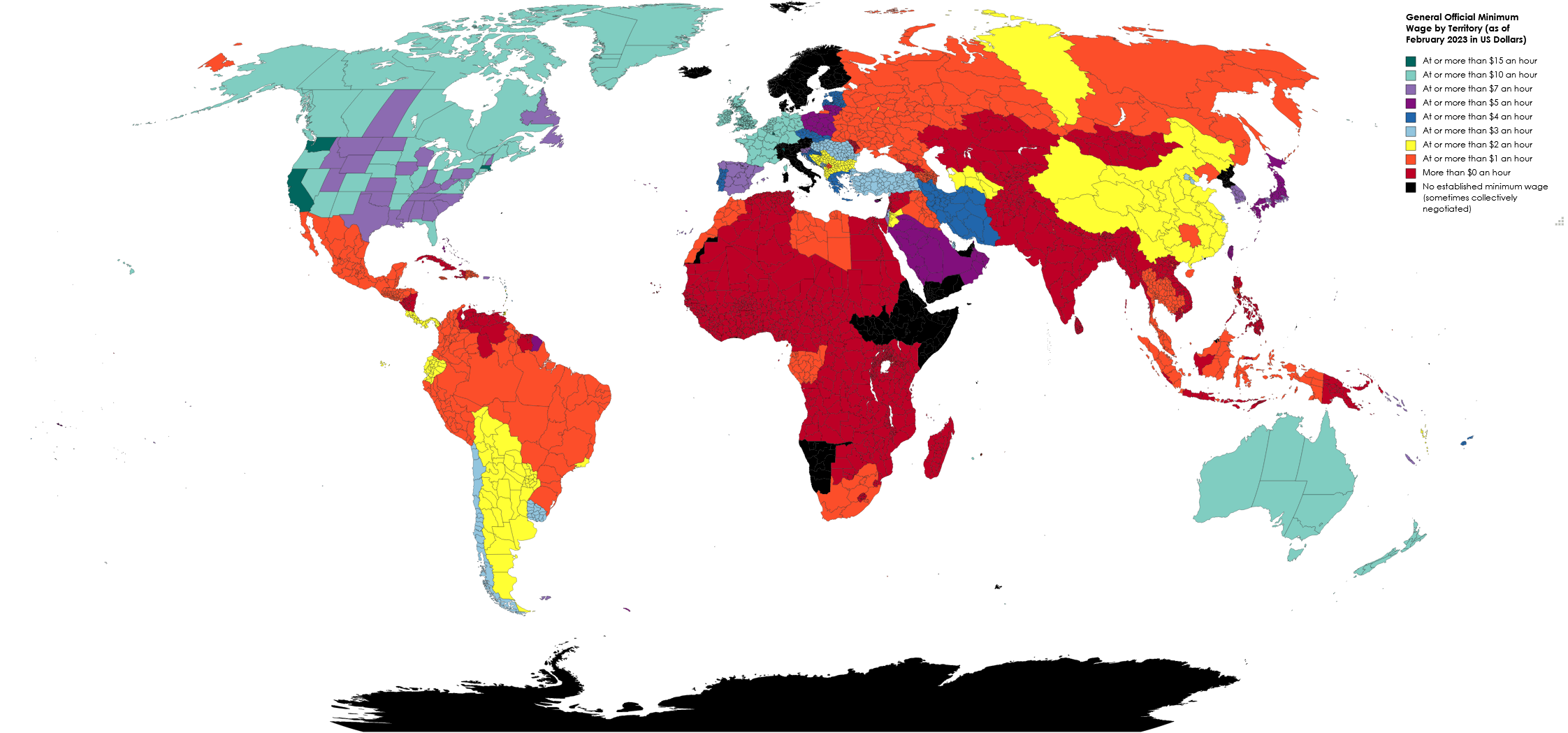
أدنى حد الأجور حسب المنطقة

لقد نشأت فكرة قانون العمل في أعقاب الثورة الصناعية، وما ترتب على استخدام الآلات الحديثة من ظهور طبقة العمال، التي تعرضت لظلم اجتماعي فترة من الزمن نتيجة سيادة المذهب الفردي وما يقرره من حرية التعاقد لكن تقدم الصناعة وما أدى إليه من زيادة قوة الطبقة العاملة، ومناداتها المستمرة بضرورة تدخل الدولة لتنظيم علاقات العمل بصورة تحفظ للعمال حقوقهم، وتحميهم من تعسف أصحاب العمل، الأمر الذي أدى إلى إصدار تشريعات في هذا الصدد تهدف إلى حماية الطبقة العاملة، ثم ما لبثت هذه التشريعات أن كونت فرعاً مستقلاً من فروع القانون الخاص، وهو ما يطلق عليه قانون العمل.
يهدف قانون العمل إلى تنظيم عدة مسائل تتعلق جميعها بحماية حقوق طائفة العمال في مواجهة أصحاب العمل، فهو يضم القواعد التي تنظم عقد العمل الفردي وعقد العمل المشترك، فيحدد ساعات العمل، وحق العامل في الإجازات الأسبوعية والإجازات السنوية بأجر، ويضع حد أدنى للأجور لا يجوز النزول عنه، كما يؤكد على عدم تشغيل النساء والأحداث في بعض الأعمال، ويبين أيضاً طريقة إنهاء عقد العمل دون تعسف من صاحب العمل، وتعويض العامل إذا تعسف صاحب العمل في استعمال حقه في الفصل «الفصل التعسفي» ، كذلك ينظم النقابات العمالية التي تتولى تنظيم العمال والدفاع عن مصالحهم وتغلب على معظم قواعد قانون العمل الصفة الآمرة خوفاً من تحايل أصحاب العمل على قواعد قانون العمل، وبالتالي لا يجوز الخروج عليها ولا الاتفاق على ما يخالف حكمها ولو برضاء العامل، اللهم إلا إذا كان الخروج لمصلحته.

## قانون التأمينات الاجتماعية
نشأ هذا القانون في أحضان قانون العمل فهو يضم القواعد التي تنظم التأمينات الاجتماعية التي تضمن للعامل الحق في الحصول على دخل يتعيش منه عند البطالة أو الإصابة أو المرض أو العجز أو الشيخوخة، وإن كانت هذه القواعد بدأت حديثاً تنفصل عن قانون العمل مكونة فرعاً جديداً هو قانون التأمينات الاجتماعية، الذي يهدف إلى تأمين المخاطر التي تهدر العمال أساساً مقابل اشتراكهم لدى هيئة التأمينات الاجتماعية التي تتولى نظام التأمينات برمته.